# Lijst van voetbalinterlands Amerikaanse Maagdeneilanden - Antigua en Barbuda (vrouwen)
Deze lijst van voetbalinterlands is een overzicht van alle officiële voetbalinterlands tussen de nationale vrouwenteams van de Amerikaanse Maagdeneilanden en Antigua en Barbuda. De landen hebben tot nu toe vier keer tegen elkaar gespeeld.

## Wedstrijden
| № | Plaats        | Datum            | Competitie                          | Wedstrijd                                        | Uitslag |
| - | ------------- | ---------------- | ----------------------------------- | ------------------------------------------------ | ------- |
| 1 | Saint John's  | 14 maart 2010    | CONCACAF Gold Cup 2010 kwalificatie | Antigua en Barbuda − Amerikaanse Maagdeneilanden | 3 − 1   |
| 2 | Saint John's  | 23 mei 2014      | Vriendschappelijk                   | Antigua en Barbuda − Amerikaanse Maagdeneilanden | 1 − 0   |
| 3 | Christiansted | 10 februari 2022 | Vriendschappelijk                   | Amerikaanse Maagdeneilanden − Antigua en Barbuda | 0 − 4   |
| 4 | Christiansted | 13 februari 2022 | Vriendschappelijk                   | Amerikaanse Maagdeneilanden − Antigua en Barbuda | 1 − 2   |

## Samenvatting
| Competitie                     | Totaal gespeeld | Winst Amerikaanse Maagdeneilanden | Gelijk | Winst Antigua en Barbuda | Doelsaldo Amerikaanse Maagdeneilanden – Antigua en Barbuda |
| ------------------------------ | --------------- | --------------------------------- | ------ | ------------------------ | ---------------------------------------------------------- |
| CONCACAF Gold Cup kwalificatie | 1               | 0                                 | 0      | 1                        | 1 − 3                                                      |
| Vriendschappelijk              | 3               | 0                                 | 0      | 3                        | 1 − 7                                                      |
| Totaal                         | 4               | 0                                 | 0      | 4                        | 2 − 10                                                     |